# Japan Airlines Flight 472
Japan Airlines Flight 472 blev kapad av Japanska röda armén den 28 september 1977. Planet, en Douglas DC-8 var på väg från Paris till Tokyo med 170 passagerare och 14 besättningsmän ombord. Strax efter att planet hade lyft från en mellanlandning i Bombay kapade fem beväpnade medlemmar ur Japanska röda armén planet och beordrade piloten att flyga till Dhaka. När planet var framme använde man passagerarna och besättningen som gisslan och krävde sex miljoner dollar samt frigivningen av nio fängslade JRA-medlemmar.
Den 1 oktober meddelande Japans premiärminister Takeo Fukuda att regeringen går med på kaparnas villkor. Ett chartrat JAL-plan flyger till Dhaka med lösesumman och sex av de nio fängslade medlemmarna. I motprestation släpps 118 passagerare och besättningsmän. Den 3 oktober lyfter flygplanet till Kuwait och Damaskus där man släpper ytterligare 11 ur gisslan. Därefter flyger planet till Algeriet där kaparna överger planet och försvinner. Samtliga kvarvarande ur gisslans fritas.